# Kis generáció
Kis generáció (węg. Mała generacja) – ósmy album zespołu Első Emelet, wydany nakładem wytwórni Proton w 1990 roku na MC i LP. W 2008 roku powiązana z EMI Music Hungary wytwórnia Private Moon Records wznowiła wydanie albumu na CD.

## Lista utworów
1. "Kis generáció" (4:22)
2. "Lány a villamoson" (3:29)
3. "Szombat esti gáz" (3:48)
4. "Túl a kölyök-időn" (5:23)
5. "Hazudd, hogy fáj!" (3:59)
6. "Szerelem angyala" (3:15)
7. "Nyomd meg a gombot" (4:08)
8. "A gondolkodó" (4:01)
9. "Adj fel egy hirdetést" (4:34)
10. "Magányrádió" (3:13)

## Wykonawcy
- Gábor Berkes – instrumenty klawiszowe, wokal
- Csaba Bogdán – gitara, instrumenty klawiszowe, wokal
- Béla Patkó – wokal
- Gábor Kisszabó – gitara basowa, gitara, wokal
- Gábor Szentmihályi – perkusja
- István Tereh – wokal, perkusja